# POLR2F
Субъединица RPABC2 ДНК-управляемой РНК-полимеразы I, II и III — белок, кодируемый у человека, геном  POLR2F .
Этот ген кодирует шестую по величине субъединицу РНК-полимеразы II, полимеразы, ответственной за синтез мессенджера РНК у эукариот, в котором также участвуют две других ДНК-управляемых РНК-полимеразы. У дрожжей, эта полимеразная субъединица, в комбинации по меньшей мере с двумя другими субъединицами, образует структуру, которая стабилизирует транскрипцию полимеразы в матрице ДНК.

## Взаимодействия
POLR2F, как было выявлено, взаимодействует с POLR2C.